# Song Qinzong
Qinzong (chinesisch 欽宗 / 钦宗, Pinyin Qīnzōng, W.-G. Ch'in1-tsung1 – „Vorfahre der Hochgeschätzte“; * 23. Mai 1100 in Kaifeng; † 1161) war der 9. Kaiser der (nördlichen) Song-Dynastie. Er war der Sohn von Song Huizong und ältere Bruder von Song Gaozong.
Als der älteste Sohn von Huizong folgte Qinzong den Thron seinem Vater auf dem Höhepunkt des Kampfes gegen die Jin-Dynastie im Januar 1126 nach, nachdem Huizong abgedankt hatte. Qinzong regierte nur für kurze Zeit. Zu Beginn des Jahres 1127 fiel Kaifeng an die Truppen der Jin, nachdem Qinzong sich gezwungen sah, zu kapitulieren. Er regierte noch formal bis zum März 1127 und folgte dann seinem Vater in die Gefangenschaft der Jin, wo er auch verstarb.

## Familie
Kaiserin
- Kaiserin Zhu

Nachkommen
Sohn
- Zhao Chen
- Zhao Jin
- Zhao Xun

Töchter
- Roujia-Prinzessin
- Zhao-Dame
- Zhao-Dame